# Battlefield 1943
Battlefield 1943 — многопользовательский онлайн шутер от первого лица. Действия происходят во Второй мировой войне на тихоокеанском театре военных действий. Игра разработанная EA Digital Illusions CE и опубликованная Electronic Arts в Xbox Live Arcade и PlayStation Network для скачивания на приставки (по аналогии с Battlefield Heroes).

## Описание
В игре можно сражаться за корпус морской пехоты США (USMC) или Императорский флот Японии (IJN) с поддержкой до 24 игроков на две стороны. В игре три классические карты: Остров Уэйк, Гуадалканал и Иводзима. После коллективной добычи игроками 43 млн убийств, консольные версии получили доступ к дополнительной карте — Коралловое море.
В игре три класса: штурмовик, инженер, разведчик. Медик отсутствует потому, что присутствует регенерация здоровья. А также нет высокотехнологичных улучшений к оружию.

## Выпуск и оценки
| Сводный рейтинг    | Сводный рейтинг              |
| Агрегатор          | Оценка                       |
| ------------------ | ---------------------------- |
| GameRankings       | 85,76 % (PS3) 84,90 % (X360) |
| Иноязычные издания |                              |
| Издание            | Оценка                       |
| Edge               | 9/10                         |
| Game Informer      | 8,5/10                       |
| IGN                | 8,5/10                       |

В момент выхода Xbox Live Arcade версии возникли проблемы с сервером и записью статистики. Гордон Ван Дайк из DICE прокомментировал это тем, что объём игроков был выше чем ожидалось. Для решения проблем, ЕА и DICE добавили несколько серверов.
Несмотря на проблемы, DICE сообщили, что после первого дня релиза игроки накопили 29,45 лет игрового времени и более 5 миллионов убийств.
Как сообщил один из директоров гейм-сети Xbox Live Ларри Гриб, Battlefield 1943 была самой продаваемой Xbox LIVE Arcade игрой 2009 года.
3 февраля в своём блоге компания Digital Illusions CE сообщила об отмене PC-версии игры Battlefield 1943. Там же компания сообщила об отмене PC-версии Battlefield: Bad Company 2 Onslaught.